# 292-га піхотна дивізія (Третій Рейх)
292-га піхотна дивізія (Третій Рейх) (нім. 292. Infanterie-Division) — піхотна дивізія Вермахту за часів Другої світової війни.

## Історія
292-га піхотна дивізія була сформована 6 лютого 1940 в II-му військовому окрузі (нім. Wehrkreis II) під час 8-ї хвилі мобілізації Вермахту.

## Райони бойових дій
- Німеччина (лютий — травень 1940);
- Франція (травень — червень 1940);
- Генеральна губернія (липень 1940 — червень 1941);
- СРСР (центральний напрямок) (червень 1941 — січень 1945);
- Польща, Східна Пруссія (січень — квітень 1945).

## Командування

### Командири
- генерал-майор, з 1 червня 1941 генерал-лейтенант Мартін Демель (нім. Martin Dehmel) (6 лютого 1940 — 29 вересня 1941);
- генерал-лейтенант Віллі Зегер (нім. Willy Seeger) (29 вересня 1941 — 24 серпня 1942);
- генерал-лейтенант Курт Бадінскі (нім. Curt Badinski) (24 серпня — 1 вересня 1942);
- оберст, з 1 жовтня 1942 генерал-майор, з 1 квітня 1943 генерал-лейтенант Вольфганг фон Клюге (нім. Wolfgang von Kluge) (1 вересня 1942 — 20 липня 1943);
- оберст, з 8 листопада 1943 генерал-майор, з 1 квітня 1944 генерал-лейтенант Ріхард Йон (нім. Richard John) (20 липня 1943 — 30 червня 1944);
- оберст, з 20 серпня 1944 генерал-майор Йоганнес Гіттнер (нім. Johannes Gittner) (30 червня — 1 вересня 1944);
- оберст, з 9 листопада 1944 генерал-майор, з 1 травня 1945 генерал-лейтенант Рудольф Райхерт (нім. Rudolf Reichert) (1 вересня 1944 — квітень 1945).

## Нагороджені дивізії
Нагороджені дивізії
|  | Кавалери Золотого Німецького Хреста                                                                        | 94 |
|  | Кавалери Срібного Німецького Хреста                                                                        | 1  |
|  | Кавалери Лицарського хреста Залізного хреста                                                               | 23 |
|  | Кавалери Почесної відзнаки Сухопутних військ «Почесна застібка на орденську стрічку для Сухопутних військ» | 13 |

- Нагороджені Сертифікатом Пошани Головнокомандувача Сухопутних військ (3)
- Нагороджені Сертифікатом Пошани Головнокомандувача Сухопутних військ за збитий літак противника (3)